# Suske en Wiske (tijdschrift)
Suske en Wiske (voorheen: Suske en Wiske weekblad) is een Belgisch weekblad dat verscheen van 1993 tot en met 2003 waarin onder andere iedere week nieuwe delen van verschillende strips werden gepubliceerd.
Het weekblad kwam elke woensdag uit. In het weekblad werden drie à vier pagina's van diverse strips voorgepubliceerd, waarna men telkens eindigde met wordt vervolgd. Behalve strips stonden er ook spelletjes, interviews en wedstrijden in het blad.

## Stripreeksen
Enkele van de strips die gedurende de tien jaar in het blad werden gepubliceerd, zijn:

### Vervolgverhalen
- Suske en Wiske (1993-2003)
- De Kiekeboes (1993-2003)
- Sarah & Robin (1993-1999)
- Bessy (1993-1997)
- Robert en Bertrand (1993, 1995, 1999)
- Twinstar (1994-1997)
- Baxter (1994, 1996, 1998)
- Jerom (1994-1996)
- De Rode Ridder (1995-2003)
- Muriel en Schroefje (1995-2000)
- Sam (1995-1998, 2000)
- Speedball Nation (1995-1996)
- Johan en Pirrewiet (1996)
- Nero (1996-2001)
- Urbanus (1997-2003)
- Asterix (1997-1998)
- Bakelandt (1998, 2002)
- F.C. De Kampioenen (1998-2003)
- Yakari (1999)
- Boeboeks (2001-2003)
- Orphanimo!! (2002-2003)
- W817 (2003)
- De Mormels
- Waterland
- Verdwaald in het Verleden
- Scream Team

### Gagsof kortverhalen
- Basta!
- Ben de Boswachter
- Biebel
- Bollie en Billie
- Boes
- The Champions
- Circus Maximus
- Dik van Dieren
- Druppel
- De grappen van Lambik
- Kas
- Katja
- Klein Suske en Wiske
- De Muziekbuurters
- Oktoknopie
- 't Prinske
- Rafke de raaf
- Roboboy
- Schanulleke
- De Smurfen
- Stam & Pilou
- Stanley
- Street Kids
- Tuin-TV
- Yoeko
- Zwik en Zwak

## Succesvol
Het tijdschrift werd in Vlaanderen veel gelezen. De eerste uitgave zat bij De snikkende sirene (album 237). Vanaf dat moment kon men er in zowel Nederland als België een abonnement op nemen. In Nederland was er bijna geen losse verkoop, waardoor het blad daar niet zo bekend was als in België. Daardoor werd er steeds meer gevraagd of het blad niet ook in Nederland kon verschijnen. Standaard Uitgeverij (de uitgever van het weekblad en de meeste strips) reageerde hierop en kreeg veel reacties van Nederlandse lezers die verheugd waren over de verspreiding in hun land.

## Bijlagen
De abonnee van Suske en Wiske kreeg vaak extraatjes, zoals posters en (mini)albums, zoals Rikki en Wiske (het allereerste album uit 1946, in de originele Vlaamse taal) dat in diverse delen (miniboekjes) bij het weekblad werd aangeboden, en het volledig Vlaamse album De sprietatoom (nummer 3 uit de Vlaamse ongekleurde reeks, het album waarin Suske en Wiske Lambik ontmoetten).

### Minialbums
Een overzicht van de minialbums:
- Suske en Wiske - De gouden bloem (1994, no. 16)
- Suske en Wiske - Knokken in Knossos (1994, no. 40)
- De grappen van Lambik (1994, no. 41)
- Schanulleke - Poppenfeest (1994, no. 42)
- Jerom - Compo de reus (1994, no. 43)
- Rikki en Wiske (1995, no. 14-17)
- Suske en Wiske - De snoezige Snowijt (1995, no. 52)
- Suske en Wiske - De sprietatoom (1996, no. 30-33)

### Andere albums
Er werden in de loop der jaren aan de abonnees verschillende albums en boeken gegeven:
- Volle maan met een groene kaft, bijlage bij weekblad 1997, no. 17.
- De verraderlijke Vinson met een witte kaft, bijlage bij weekblad 1999, no. 3.
- Suske en Wiske natuurboek, cadeau voor de abonnees, januari 2003
- Suske en Wiske griezelboek, cadeau voor de abonnees, januari 2003
- De gevangene van Prisonov, afscheidscadeau voor de abonnees, 3 december 2003

Niet-Suske en Wiske-albums:
- Kiekeboe - De zes sterren